# Der Jahrhundertschritt

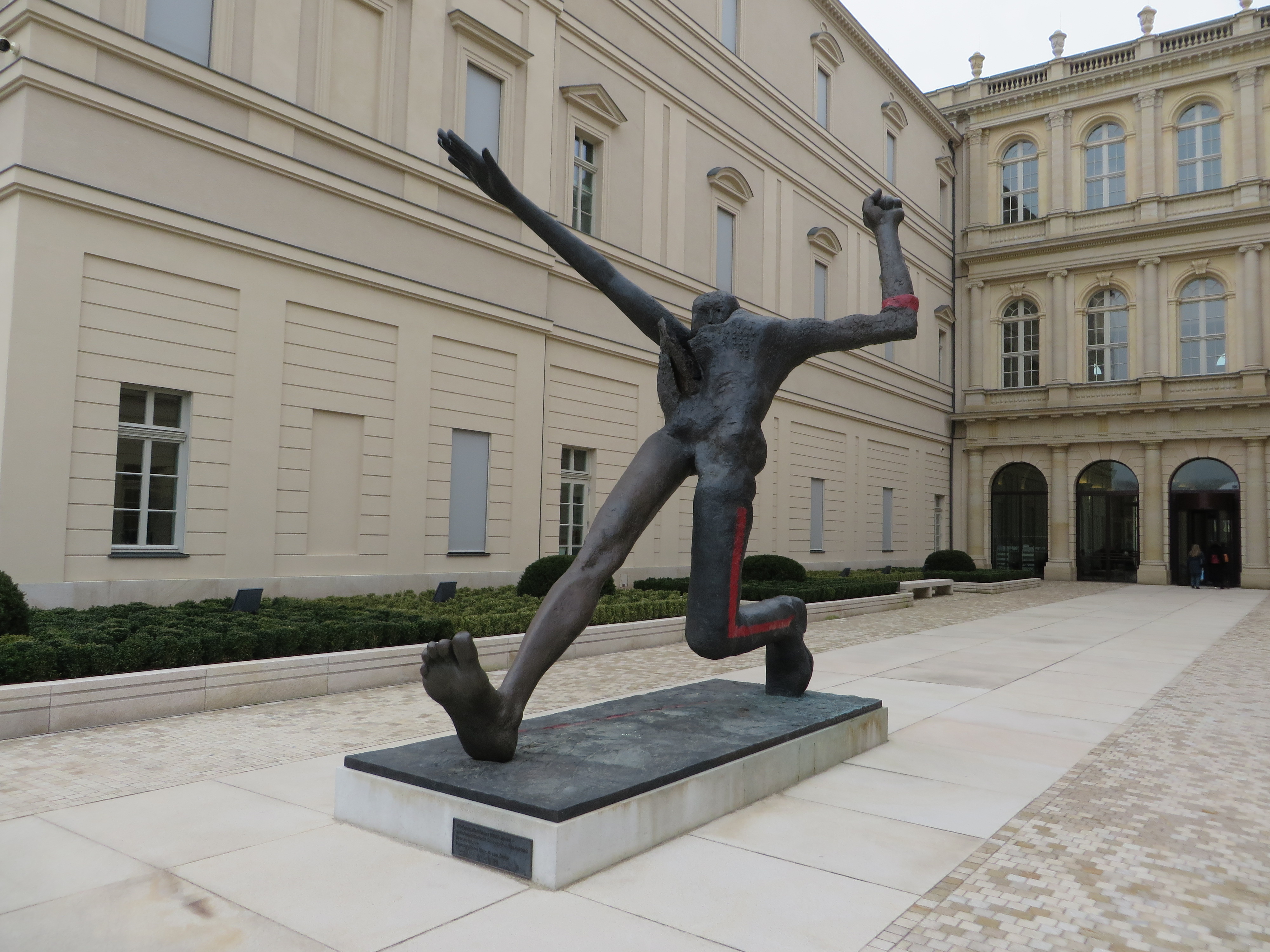
Bronze Jahrhundertschritt 2017 im Innenhof des Museums Barberini in Potsdam

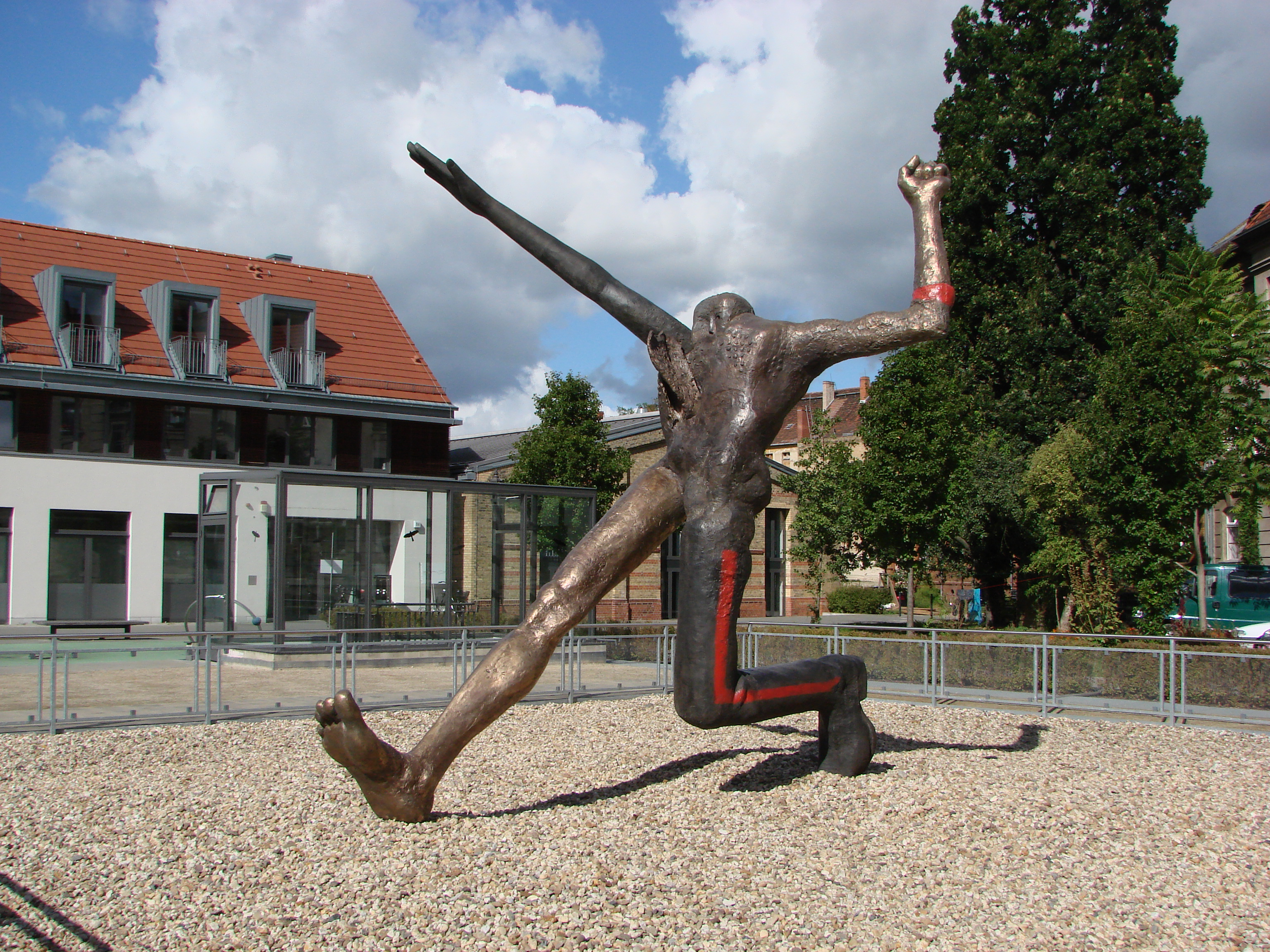
Dieselbe Plastik an ihrem früheren Standort, dem Hof des Kutschstalls in Potsdam

Der Jahrhundertschritt ist eine Bronzeplastik, die von Wolfgang Mattheuer 1984 geschaffen wurde. Sie gilt als eines der bedeutendsten Kunstwerke der DDR zu Zeiten der Deutschen Teilung, ein Sinnbild für die Zerrissenheit des 20. Jahrhunderts.

## Beschreibung und Deutung

### Motiventwicklung
Wolfgang Mattheuers Werk umfasst Gemälde, Arbeiten auf Papier, Druckgrafiken und seit 1970 auch Plastiken und Objekte. Die überwiegende Anzahl seiner Bilder sind sogenannte Erholungsbilder und umfassen Stillleben, Porträts und Landschaften. Größere Bedeutung erlangten die sogenannten Problembilder: In ihnen greift Mattheuer mythologische, biblische, zeitgeschichtliche und metaphorische Motivstoffe auf, kombiniert sie, erweitert ihren Kontext und kreiert mit diesen Bildern scharfsinnige, manchmal zynische Kommentare auf das Zeitgeschehen. Bekannte Beispiele dafür sind seine Bilder zum Brudermord Kains an Abel, die Ikarus-Figuren, die Flüchtenden und Abstürzenden, eines seiner bekanntesten Bilder ist Hinter den sieben Bergen. Immer wieder thematisiert Mattheuer das Gespaltensein des Menschen zwischen Gut und Böse, zwischen „Größe und Elend“ (Blaise Pascal).

In den 1980er Jahren sollte Mattheuer die rückblickend für sein gesamtes Werk bedeutsamste Parabel entwickeln, seine eigene mythologische Figur – den Jahrhundertschritt. Tatsächlich ist diese auseinanderreißende Gestalt in ihrer dialektischen Grundidee bereits in den frühesten Bildern Mattheuers angelegt. Im Bild Aggression (1981) taucht diese unheilvolle Gestalt nun das erste Mal im malerischen Werk auf: Der Körper wirkt gedrungen und deformiert, der Kopf ist hinter dem aufgerissenen Brustkorb eingezogen und kaum zu sehen. Sie besteht lediglich aus den Extremitäten – ein zum Hitlergruß gestreckter Arm findet sein Gegengewicht im Soldatenstiefel und Generalshose steckenden Bein, der andere, linke Arm ist zur kommunistischen Faust geballt, das rechte Bein stapft nackt und weit ausholend nach vorn. Es folgen Bilder mit den Titeln Alptraum (1982) und Verlorene Mitte (1982). Mattheuer schreibt über diese Figur: 

„Ein nacktes Bein, weit ausgreifend. Ein Stiefelbein, ein schwarzer Arm mit Heil-Geste aus körperloser Mitte schießend und eine Faust am erhobenen zweiten Arm machen aus vier Extremitäten eine rasende Figur. […] Was ist das? Hilfloses Wüten? […] Chaos? Auferstehung? Kriegsrecht? Verlust der Mitte!“

Im Garten seines Reichenbacher Hauses arbeitet Mattheuer an der plastischen Umsetzung der Figur, die von Anfang an geplant war. 1984 ist das 2,5 m hohe Gipsmodell fertig – es folgen Abgüsse in Eisen und Bronze und schließlich ein 5 m hohes Exemplar, welches sich heute im Museum Barberini befindet.

### Rezeption
1985 wurde die bemalte Gipsfassung das erste Mal öffentlich ausgestellt, auf der 11. Leipziger Bezirkskunstausstellung. Die Staatliche Galerie Moritzburg in Halle und der Sammler Peter Ludwig gaben je einen Bronzeguss in Auftrag. Das Publikum reagierte mit Erstaunen und viel Anteilnahme auf das gezeigte Werk. Noch größer war die Resonanz einige Jahre später, als auf der X. und letzten Kunstausstellung der DDR in Dresden ein Bronzeguss des Jahrhundertschritts gezeigt wurde. Die Figur wurde zum wichtigsten Kunstwerk der Ausstellung gekürt, gerade auch, weil ein politischer Diskurs nach wie vor ersatzweise über die bildende Kunst und Literatur geführt wurde.
Mattheuer sagte über sein Werk: „Diese Albtraumfigur, als die verkörperte Absurdität, ist ‚jener Zwiespalt zwischen dem sehnsüchtigen Geist und der enttäuschenden Welt‘, sie ist ‚… Heimweh nach Einheit, dieses zersplitterten Universums, und der Widerspruch, der beide verbindet‘ (A. Camus) und der allzu oft sich in Aggression und Zerstörungswut entlädt, als zentrifugale Kraft, die das Individuum zerreißt. Kein Versuch der Selbstfindung gelingt mehr.“ Eduard Beaucamp, langjähriger Feuilletonist der ZEIT und Fürsprecher insbesondere der Leipziger-Schule-Künstler, schreibt: „Diese paradoxe Jahrhundertmetapher, eine aggressiv-fliehende Endzeitgestalt, die ihren Körper und ihre ‚Mitte‘ verloren hat, ist ein höhnisch-bitterer Abgesang auf die modernen Diktaturen.“
Auch auf dem Gebiet der alten Bundesländer wurde die Botschaft des Jahrhundertschritts erkannt. 1988 versammelte die Ausstellung Zeitvergleich '88 – 13 Maler aus der DDR eine ganze Reihe von Gemälden und plastischen Arbeiten bekannter DDR-Künstler, darunter auch Mattheuers Jahrhundertschritt. Eine Journalistin urteilt: „Gewissermaßen Symbol der Ausstellung, […] ist eine einzelne Bronzeskulptur. Beziehungsreich platziert auf der Schwelle zwischen den beiden Räumen, schafft der Jahrhundertschritt von 1984 von Wolfgang Mattheuer den Sprung von Ost nach West.“

## Aufstellungsorte

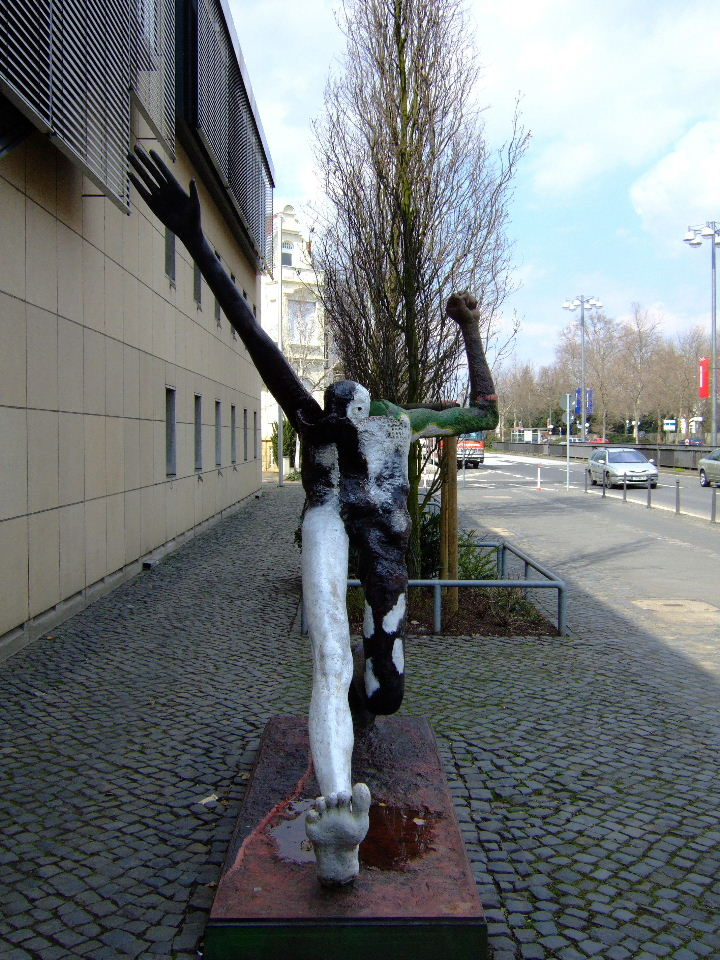
Jahrhundertschritt: Eisenabguss vor dem Haus der Geschichte in Bonn

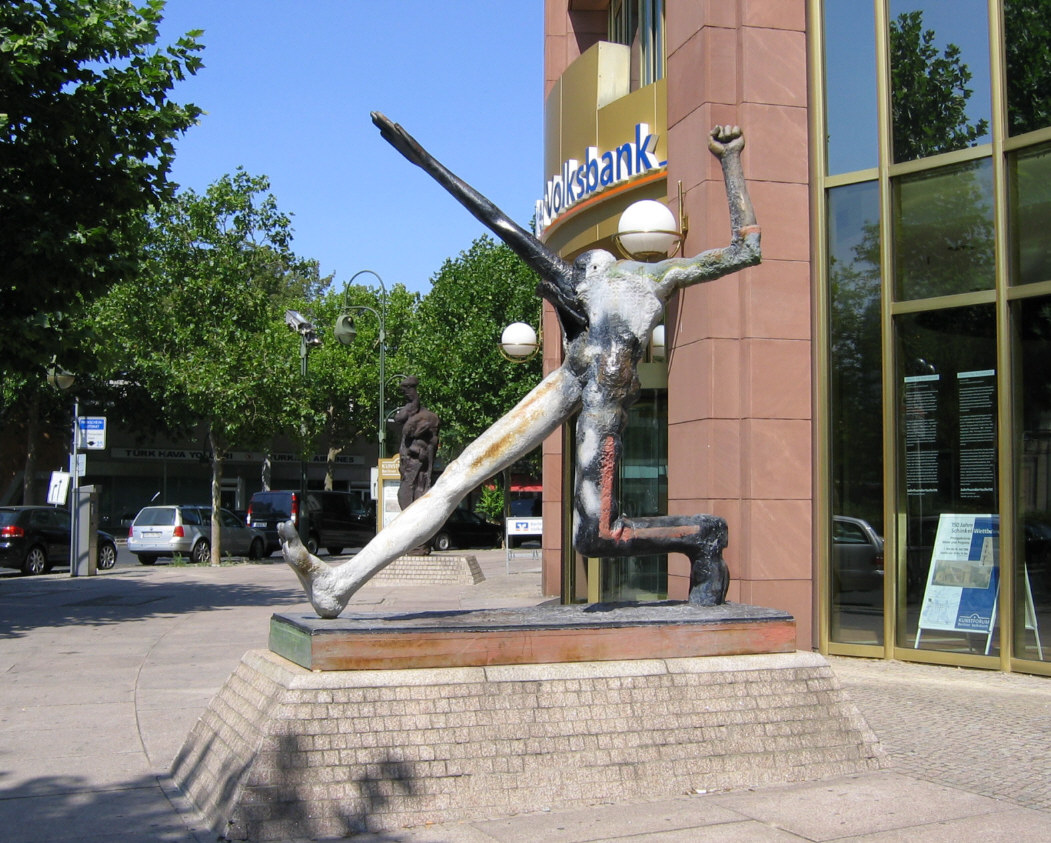
Eisenabguss am alten Standort vor der GrundkreditBank (jetzige Berliner Volksbank) in Berlin

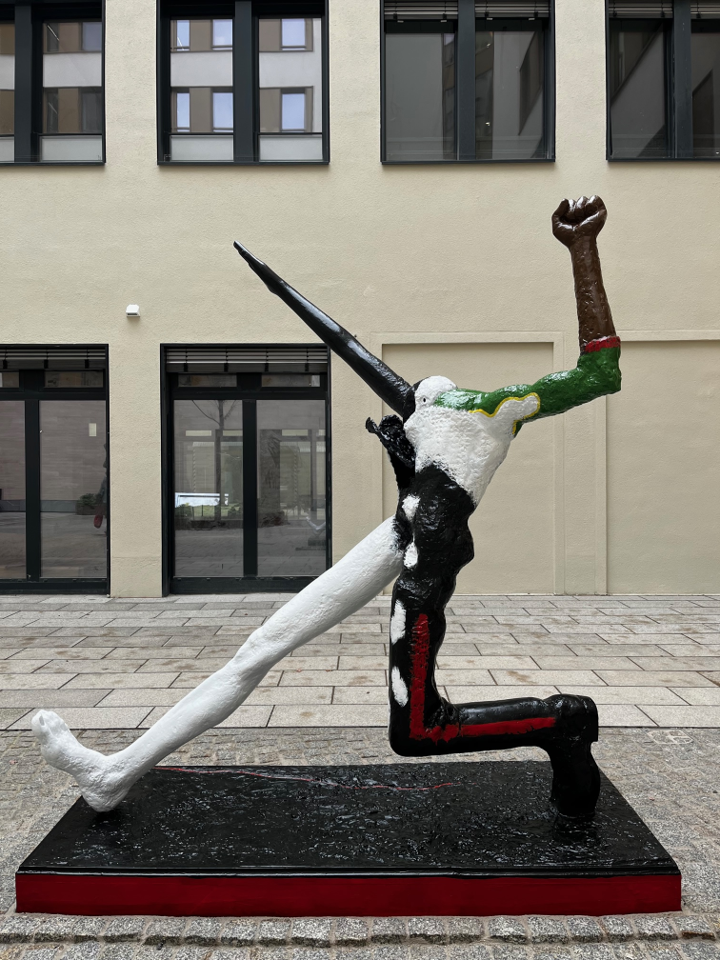
Jahrhundertschritt, Eisenabguss bemalt im Innenhof der Berliner Volksbank Zentrale (QVB), Bundesallee 206, Berlin

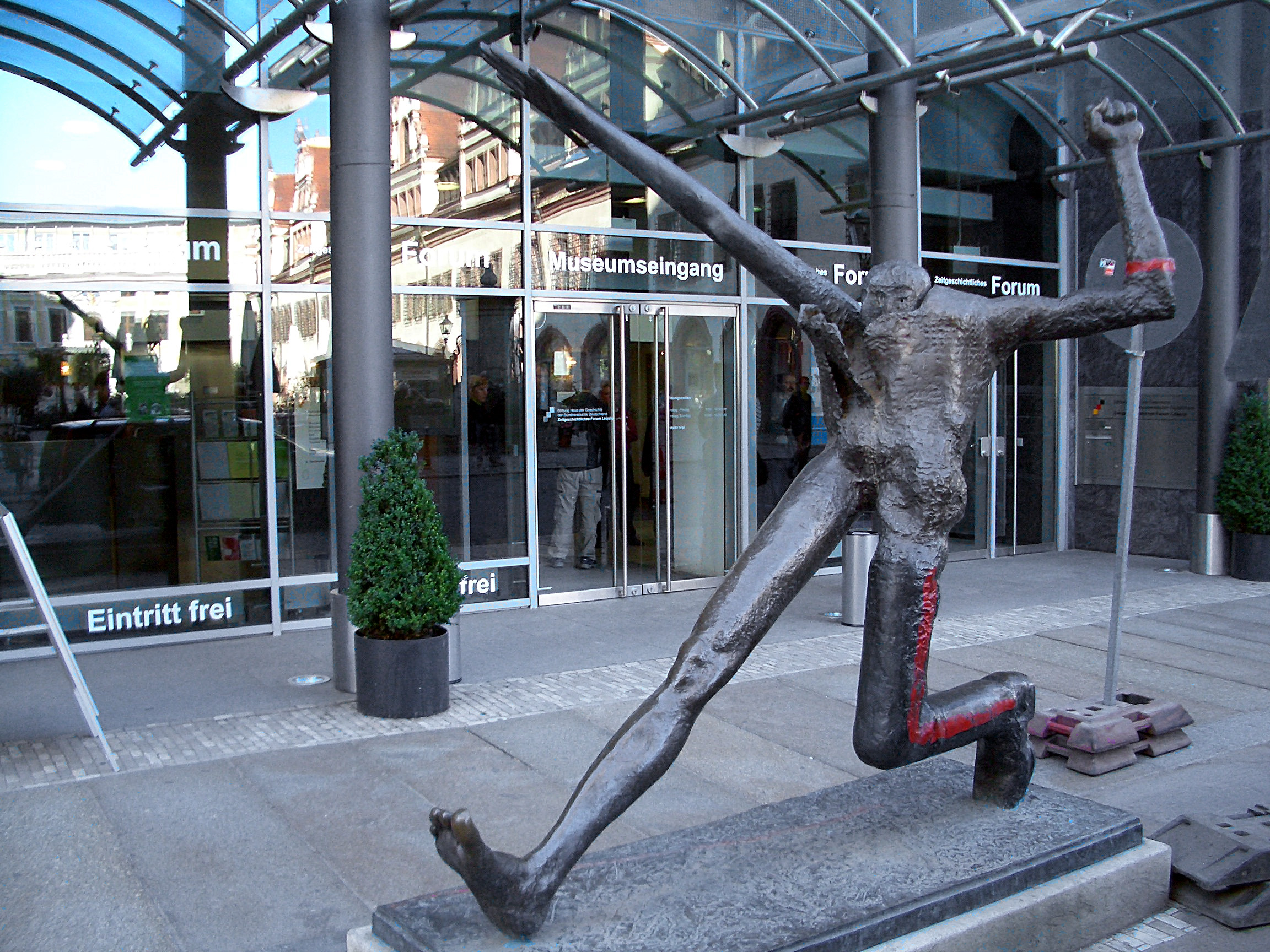
Bronzeabguss vor dem Zeitgeschichtliches Forum Leipzig

Das Werkverzeichnis der Plastiken und Objekte umfasst zwei unterschiedlich bemalte Eisengüsse sowie vier Bronzegüsse. Von diesen sind drei unterschiedlich bemalt und einer unbemalt.
Ihre Standorte sind:
- Berliner Volksbank, Hauptzentrale QVB, Bundesallee 206, Berlin (Eisen, bemalt)
- Haus der Geschichte, Bonn[10] (Eisen, bemalt)
- Ludwiggalerie Schloss Oberhausen (Bronze, bemalt)
- Stiftung Moritzburg – Kunstmuseum des Landes Sachsen-Anhalt, Halle an der Saale[11] (Bronze, bemalt)
- Zeitgeschichtliches Forum Leipzig, Grimmaische Straße, (Bronze, bemalt)
- Solbrigplatz, Reichenbach im Vogtland (Bronze, unbemalt)

Im Oktober 2017 beschloss der Stadtrat von Reichenbach im Vogtland das letzte noch unverkaufte Exemplar (Bronze, unbemalt) anzukaufen und öffentlich aufzustellen. Die Kaufsumme betrug 180.000 € und wurde zu großen Teilen durch Spenden finanziert.
Die Aufstellung erfolgte im November 2020.
Der Jahrhundertschritt wurde zu einem Wahrzeichen der Stiftung Haus der Geschichte der Bundesrepublik Deutschland. An den Standorten Bonn und Leipzig markieren zweieinhalb Meter hohe Bronzeabgüsse den Eingang der Ausstellungshäuser der Stiftung. Ende der 1990er Jahre gewann Hermann Schäfer, damals Direktor des Hauses der Geschichte in Bonn, Mattheuer für die Idee, einen fünf Meter hohen Bronzeguss des Jahrhundertschritts anzufertigen. Die Idee, diesen vor dem Gebäude des Zeitgeschichtlichen Forums in Leipzig aufzustellen, ließ sich aus Platzgründen nicht realisieren. Auch der Plan einer Aufstellung vor dem Reichstagsgebäude in Berlin scheiterte.
2012 erwarb der SAP-Gründer und Kunstmäzen Hasso Plattner die Arbeit aus dem Nachlass Wolfgang Mattheuers. Für einige Zeit war sie im Hof des Brandenburg Museums in Potsdam aufgestellt, bevor sie im Juni 2016 ihren heutigen Standort im Hof des Museum Barberini in Potsdam fand.